# .kp
.kp  là tên miền quốc gia cấp cao nhất(ccTLD)  của Internet dành cho Bắc Triều Tiên (DPRK). Tên miền này được tạo vào ngày 24 tháng 9 năm 2007.

## Lịch sử
Cộng hòa Dân chủ Nhân dân Triều Tiên đã nộp đơn xin cấp tên miền Internet quốc gia cấp cao nhất (ccTLD)  .kp vào năm 2004. Tuy nhiên, ICANN đã từ chối vì CHDCND Triều Tiên không đáp ứng một số yêu cầu. Một nỗ lực khác sau đó đã được thực hiện thông qua Korea Computer Center (KCC) Europe năm 2006. Cơ quan chính của KCC và Đại sứ CHDCND Triều Tiên tại Liên hợp quốc đã gửi đơn kiến nghị lên ICANN một lần nữa. Họ lại bị từ chối vì cung cấp thông tin không đầy đủ. Một đơn xin cấp mới đã được gửi vào tháng 1 năm 2007 và một phái đoàn ICANN đã đến thăm quốc gia này vào tháng 5. Lần này, ICANN cuối cùng đã đồng ý cấp  .kp cho CHDCND Triều Tiên.
Một trong những tổ chức đầu tiên áp dụng tên miền  .kp là Hãng thông tấn Trung ương Triều Tiên (KCNA) vào năm 2009.
Trước đây, tên miền  .kp do Korea Computer Center (KCC) Europe quản lý. Một số lượng lớn các trang web .kp cũng được KCC Europe lưu trữ tại Đức. Tuy nhiên, vào năm 2011, quyền quản lý đã được chuyển giao cho Star Joint Venture có trụ sở tại Bình Nhưỡng.

## Tên miền cấp 2
Cả các cơ quan chính phủ CHDCND Triều Tiên và cơ quan đăng ký trung ương đều không công bố các quy tắc đăng ký tên miền cấp hai. Tuy nhiên, theo các thông lệ sử dụng được thể hiện bởi các tên miền và trang web hiện có và có thể truy cập của CHDCND Triều Tiên, trong khi liên quan đến các quy tắc phân phối tên miền cấp hai theo mã quốc gia trên toàn thế giới, các quy tắc tên miền cấp hai tại CHDCND Triều Tiên có thể được diễn giải như sau.
- aca.kp : Viện nghiên cứu học thuật
- com.kp : Các doanh nghiệp
- edu.kp : Các cơ sở giáo dục đại học
- law.kp : Công ty luật
- org.kp : Tổ chức
- gov.kp : Cơ quan chính phủ
- rep.kp : Các cơ quan liên quan đến Đảng Lao động Triều Tiên
- net.kp : Nhà cung cấp dịch vụ Internet và dịch vụ email
- sca.kp : Các viện trực thuộc Bộ Văn hóa

Sau đây là các ví dụ về tên miền có thể truy cập bên ngoài về việc sử dụng tên miền cấp hai:
- aca.kp : mirae.aca.kp
- com.kp : airkoryo.com.kp, knic.com.kp, friend.com.kp
- edu.kp : ryongnamsan.edu.kp, kut.edu.kp, gpsh.edu.kp
- law.kp : fia.law.kp
- org.kp : cooks.org.kp, koredufund.org.kp, kass.org.kp
- gov.kp : mfa.gov.kp, moph.gov.kp, tourismdprk.gov.kp
- rep.kp : rodong.rep.kp, vok.rep.kp, gnu.rep.kp
- net.kp : [Thường xuất hiện dưới dạng phần mở rộng cho các địa chỉ email được công bố ở nơi khác trên các trang web khác của CHDCND Triều Tiên: ví dụ @star-co.net.kp]
- sca.kp : korart.sca.kp

## Danh sách tên miền hiện có và có thể truy cập bên ngoài
Tính đến  năm 2017, ít nhất chín tên miền cấp hai đang hoạt động theo tên miền cấp cao nhất .kp và tổng cộng khoảng 30 tên miền có thể truy cập được từ Internet toàn cầu. Chúng bao gồm:
Chữ in đậm biểu thị bài viết chuyên biệt trên chính trang web.
- airkoryo.com.kp
- cooks.org.kp
- dprkportal.kp
- fia.law.kp
- friend.com.kp
- futurere.com.kp
- gnu.rep.kp
- gpsh.edu.kp
- kass.org.kp
- kcna.kp
- kftrade.com.kp
- kiyctc.com.kp
- knic.com.kp
- korart.sca.kp
- korean-books.com.kp[7]
- koredufund.org.kp
- korelcfund.org.kp
- korfilm.com.kp
- korstamp.com.kp[8]
- kut.edu.kp[9]
- ma.gov.kp
- manmulsang.com.kp[10]
- masikryong.com.kp
- mediaryugyong.com.kp
- mfa.gov.kp[11]
- minzu.rep.kp
- naenara.com.kp
- polestar.com.kp
- portal.net.kp
- pyongyangtimes.com.kp[12]
- rodong.rep.kp
- ryomyong.edu.kp
- ryongnamsan.edu.kp
- sdprk.org.kp
- silibank.net.kp (Sili Bank, chỉ mail server)
- star.net.kp
- star-co.net.kp (Star Joint Venture Co. Ltd., chỉ mail server)
- star-di.net.kp
- tourismdprk.gov.kp[13]
- vok.rep.kp
- youth.rep.kp
- samhae.com.kp
- yongsaeng.org.kp

Một số địa chỉ .kp chỉ được sử dụng bởi Internet của Triều Tiên, và một số trong số chúng chỉ có thể truy cập được trong mạng Kwangmyong, cùng với các địa chỉ riêng IPv4 khối 24 bit được sử dụng thường xuyên.